# Danh sách phim và chương trình tạp kỹ của f(x)
f(x) (Tiếng Hàn: 에프엑스; phát âm /ɛfːˈɛks/) là một nhóm nhạc nữ Hàn Quốc, được thành lập bởi SM Entertainment năm 2009. Là một nhóm nhạc nữ gồm 5 thành viên đa quốc tịch, trong đó là thành viên người Hàn Quốc:Luna, Sulli, Amber: thành viên người Mỹ gốc Đài Loan, Krystal: thành viên người Mỹ gốc Hàn Quốc và trưởng nhóm Victoria người Trung Quốc. Hiện tại nhóm hoạt động với 4 thành viên
| Năm  | Tên                                         | Vai                   | Thành viên | Ghi chú                                                 |
| ---- | ------------------------------------------- | --------------------- | ---------- | ------------------------------------------------------- |
| 2007 | Punch Lady                                  | Gwak Chun-sim         | Sulli      |                                                         |
| 2008 | Chuyện Tình Anh Khờ                         | Young Ji-ho           | Sulli      | Ji-ho hồi nhỏ                                           |
| 2010 | Cuộc phiêu lưu của chú rùa Sammy            | Shelly                | Sulli      | Bản lồng tiếng Hàn Quốc                                 |
| 2012 | I AM.                                       | Chính mình            | Cả nhóm    | Phim tiểu sử                                            |
| 2012 | SM Town Live in Tokyo Special Edition in 3D | Chính mình            | Cả nhóm    | Phim tài liệu của SM Town Live World Tour III tại Tokyo |
| 2014 | The Pirates                                 | Heuk-myo              | Sulli      | Vai phụ                                                 |
| 2014 | Ông hoàng thời trang (phim)                 | Kwak Eun-jin          | Sulli      | Vai chính                                               |
| 2015 | Listen To My Song                           | Chính mình            | Krystal    | Phim ngắn ở lễ kỷ niệm cho W Korea's 10th Anniversary.  |
| 2015 | SMTOWN The Stage                            | Chính mình            | Cả nhóm    | Phim tài liệu SMTown Live World Tour IV tại Tokyo       |
| 2015 | The Lightning Man's Secret                  | Han-na                | Luna       | Vai chính                                               |
| 2016 | Cô nàng ngáo ngố (Phần 2)                   | Sassy (野蛮女友)      | Victoria   | Vai chính                                               |
| 2016 | My Best Friend's Wedding                    | Meng Yi Xuan (孟薏萱) | Victoria   | Phim làm lại của bộ phim America 1997                   |
| 2016 | Unexpected Love                             | Fei Yan               | Krystal    | Vai chính                                               |
| TBA  | Reversal Life                               | TBA                   | Victoria   |                                                         |
| TBA  | The Legend Of The Ancient Sword 2           | TBA                   | Victoria   |                                                         |

### Phim
| Năm       | Tên                         | Vai                         | Đài truyền hình | Thành viên | Ghi chú                           |
| --------- | --------------------------- | --------------------------- | --------------- | ---------- | --------------------------------- |
| 2005      | Love Needs A Miracle        | Na Sun Ju                   | MBC             | Sulli      | Vai khách mời                     |
|           | Tình khúc hoàng cung        | Công chú Sun-hwa lúc trẻ    | SBS             | Sulli      |                                   |
| 2006      | Vacation                    | Jin Joo                     | SBS             | Sulli      | Tập 4                             |
| 2007      | Drama City                  | No Kkot-Boon                | KBS             | Sulli      | Tập: "The Flower Girl is Here"    |
| 2010      | Tình yêu của tôi            | Người mẫu                   | SBS             | Sulli      | Vai khách mời                     |
| 2010      | More Charming By The Day    | Jung Soo Jung               | MBC             | Krystal    | Vai trò hỗ trợ                    |
| 2011-12   | Gia đình là số một (phần 3) | Ahn Soo Jung                | MBC             | Krystal    | Vai phụ                           |
| 2011      | Welcome to the Show         |                             | SBS             | Sulli      | Vai chính                         |
| 2011-2012 | Quý bà Go Bong Shil         | Seo In-young                | TV Chosun       | Luna       |                                   |
| 2012      | To the Beautiful You        | Goo Jae Hee                 | SBS             | Sulli      | Vai chính                         |
| 2012      | When Love Walked In         | Thẩm Nhã Âm                 |                 | Victoria   | Vai chính                         |
| 2013      | Người thừa kế               | Lee Bo Na                   | SBS             | Krystal    | Vai phụ                           |
| 2013      | The Miracle                 | Lee Bo Na                   | SBS             | Krystal    | Vai phụ                           |
| 2014      | Ngôi sao khoai tây 2013QR3  | Jung Soo-jung               | tvN             | Krystal    | Vai khách mời ở tập 81            |
| 2014      | Cô nàng đáng yêu            | Yoon Se-na                  | SBS             | Krystal    | Vai chính, Victoria làm khách mời |
| 2015      | Jumping Girl                | Nam Sang-ah                 | Wed drama       | Luna       | Vai chính                         |
| 2015      | Bí mật của Mỹ Lệ            | Khương Mỹ Lệ                | Hunan TV        | Victoria   | Vai chính                         |
| 2016      | Ice Fantasy                 | Queen Li Jing/Li Luo (梨落) | Hunan TV        | Victoria   | Vai chính                         |
| 2016      | Cocoon Town Romance         | Đỗ Xuân Hiểu (杜春晓)       | GTV             | Victoria   | Vai chính                         |
| 2016      | Graduation Season           | TBA                         | TBA             | Krystal    | Vai chính, phim Trung Quốc        |
| 2016      | The Legend of the Blue sea  | Min-ji                      | SBS             | Krystal    | Khách mời trong tập 1             |
| 2016      | Entourage                   | Joy Jung                    | tvN             | Amber      | Vai phụ                           |
| 2017      | Bride of the Water God      | Hye-ra                      | tvN             | Krystal    | Vai phụ                           |
| TBA       | August Not The End          | TBA                         | TBA             | Victoria   | Vai chính                         |
| TBA       | Thượng cổ tình ca           | A Mịch                      | TBA             | Victoria   | Vai chính                         |

### Chương trình truyền hình tạp kỹ
| Năm        | Tên                                                                | Đài truyền hình | Thành viên                       | Ghi chú                                                                                    |
| ---------- | ------------------------------------------------------------------ | --------------- | -------------------------------- | ------------------------------------------------------------------------------------------ |
| 2006       | Truth Game                                                         | SBS             | Luna                             | Trước khi ra mắt                                                                           |
| 2010       | Idol Star Trot Face Off                                            | MBC             | Luna                             |                                                                                            |
| 2010       | Idol Star Athletics Championships                                  | MBC             | Luna                             | Thí sinh                                                                                   |
| 2010       | 1000 Songs Challenge                                               | SBS             | Luna                             |                                                                                            |
| 2010       | Invincible Youth                                                   | KBS2            | Victoria                         | Thành viên (Tập 33-55)                                                                     |
| 2010       | Running Man                                                        | SBS             | Victoria                         | Khách mời trong tập 8                                                                      |
| 2010       | Let's Go! Dream Team Season 2                                      | SBS             | Victoria                         | Khách mời trong tập 55                                                                     |
| 2010       | We Got Married Season 2                                            | MBC             | Victoria                         | Đóng cặp với Nichkhun (Tập 55-91)                                                          |
| 2010       | Radio Star                                                         | MBC             | Cả nhóm                          | Khách mời                                                                                  |
| 2010       | Star King                                                          | SBS             | Krystal                          | Khách mời trong tập 165                                                                    |
| 2010- 2011 | Let's Go! Dream Team Season 2                                      | SBS             | Krystal                          | Khách mời trong tập 22, 29, 32. 55                                                         |
| 2010       | Star King                                                          | SBS             | Luna                             | Khách mời trong tập 159, 165, 166, 169 172, 173, 174, 176, 177, 178, 179, 180, 182 và 184. |
| 2011       | Idol Star 7080 Best Singer                                         | MBC             | Luna                             |                                                                                            |
| 2011       | Sunday Night                                                       | MBC             | Luna                             |                                                                                            |
| 2011       | Come to Play                                                       | MBC             | Krystal và Sulli                 | Khách mời trong tập 344                                                                    |
| 2011       | Strong Heart                                                       | SBS             | Luna                             | Khách mời trong tập 69                                                                     |
| 2011       | Fun Quiz Club                                                      | SBS             | Luna                             |                                                                                            |
| 2011       | The Show                                                           | SBS MTV         | Luna                             | Dẫn chương trình                                                                           |
| 2011       | On Your Command Sir!                                               | KBS             | Luna và Sulli                    | Khách mời trong tập 20                                                                     |
| 2011       | Running Man                                                        | SBS             | Luna và Sulli                    | Khách mời trong tập 55                                                                     |
| 2011       | 2011 Idol Star Athletics – Swimming Championships                  | MBC             | Luna và Krystal                  | Thí sinh                                                                                   |
| 2011       | We Got Married Season 3                                            | MBC             | Victoria                         | Đóng cặp với Nichkhun (Tập 1-24)                                                           |
| 2011       | Star Couple Challenge                                              | SBS             | Victoria                         |                                                                                            |
| 2011       | Best Couple                                                        | SBS             | Victoria                         |                                                                                            |
| 2011       | Happy Together Season 3                                            | KBS2            | Victoria                         | Khách mời trong tập 216                                                                    |
| 2011       | Strong Heart                                                       | SBS             | Sulli                            | Khách mời trong tập 143                                                                    |
| 2011       | Strong Heart                                                       | SBS             | Sulli                            | Khách mời trong tập 87                                                                     |
| 2011       | Oh My School                                                       | KBS2            | Sulli                            | Khách mời trong tập 23                                                                     |
| 2011       | Enjoy Today                                                        | MBC             | Krystal                          | Thí sinh                                                                                   |
| 2011       | Kiss & Cry                                                         | SBS             | Krystal                          | Thí sinh                                                                                   |
| 2011       | Strong Heart                                                       | SBS             | Krystal                          | Khách mời trong tập 88 và 89                                                               |
| 2011       | King of Idols                                                      | SBS             | Krystal                          |                                                                                            |
| 2011       | Star King                                                          | SBS             | Luna                             | Khách mời trong tập 200, 201, 220, 221, 222                                                |
| 2011       | Enjoy Today                                                        | MBC             | Luna                             | Thí sinh                                                                                   |
| 2011       | Come to play                                                       | MBC             | Luna                             | Khách mời trong tập 329                                                                    |
| 2011       | Weekly Idol                                                        | MBC             | Cả nhóm                          | Khách mời trong tập 51                                                                     |
| 2011       | Fashion Actress House                                              | FashionN        | Cả nhóm                          | Khách mời trong tập 9                                                                      |
| 2011       | Idol Stars Brain Competition                                       | KBS2            | Luna, Sulli và Victoria          | Khách mời                                                                                  |
| 2011       | Happy Together Season III                                          | KBS             | Sulli, Krystal và Luna           | Khách mời trong tập 182                                                                    |
| 2011- 2012 | Invincible Youth                                                   | KBS             | Amber                            | Thành viên                                                                                 |
| 2012       | Idol Star Athletics Championships                                  | MBC             | Luna, Victoria và Amber          | Thí sinh                                                                                   |
| 2012       | Taxi                                                               | tvN             | Luna                             | Khách mời trong tập 293                                                                    |
| 2012       | Immortal Songs 2                                                   | KBS2            | Luna                             | Thí sinh                                                                                   |
| 2012       | Kangta's PASTA e BASTA                                             | Olive Channel   | Victoria                         | Trong tập 4                                                                                |
| 2012       | Come to Play!                                                      | MBC             | Victoria                         | Khách mời trong tập 396                                                                    |
| 2012       | Radio Star                                                         | MBC             | Victoria                         | Khách mời trong tập 288                                                                    |
| 2012       | Strong Heart                                                       | SBS             | Victoria                         | Khách mời trong tập 55                                                                     |
| 2012       | Star King                                                          | SBS             | Victoria                         | Khách mời                                                                                  |
| 2012       | The Generation Show                                                | SZMG            | Victoria                         | Khách mời                                                                                  |
| 2012       | Happy Camp                                                         | Hunan TV        | Victoria                         | Khách mời                                                                                  |
| 2012       | Running Man                                                        | SBS             | Sulli                            | Khách mời trong tập 75                                                                     |
| 2012       | Running Man                                                        | SBS             | Krystal                          | Khách mời trong tập 93 và 94                                                               |
| 2012       | The Beatles Code                                                   | Mnet            | Krystal, Luna, Amber và Victoria | Khách mời trong tập 17                                                                     |
| 2012       | Wide Entertainment News                                            | Mnet            | Cả nhóm                          | Quảng bá cho Electric Shock                                                                |
| 2012       | Yoo Seyoon's Art Video                                             | Mnet            | Cả nhóm                          | Khách mời                                                                                  |
| 2012       | Top Magic Show                                                     | Channel A       | Krystal, Luna, Amber và Victoria | Khách mời                                                                                  |
| 2013       | Superstar China                                                    | Hubei TV        | Victoria                         | Huấn luyện viên                                                                            |
| 2013       | Glitter                                                            | KBS             | Victoria                         | Thành viên                                                                                 |
| 2013       | Running Man                                                        | SBS             | Sulli                            | Khách mời trong tập 129, 152, 153, 154.                                                    |
| 2013       | Show Champion                                                      | MBC Music       | Amber                            | Dẫn chương trình                                                                           |
| 2013       | Enemy Of Broadcasting                                              | Mnet            | Amber                            | Khách mời trong tập 3                                                                      |
| 2013       | Enemy Of Broadcasting                                              | Mnet            | Krystal                          |                                                                                            |
| 2013       | Project Runway Korea                                               | OnStyle         | Người ra thử thách trong tập 9   |                                                                                            |
| 2013       | Radio Star                                                         | MBC             | Krystal và Sulli                 | Khách mời trong tập 341                                                                    |
| 2013       | Funny or Die                                                       |                 | Cả nhóm                          | Khách mời                                                                                  |
| 2013       | Danny from L.A                                                     |                 | Cả nhóm                          | Khách mời                                                                                  |
| 2013       | Happy Camp                                                         | Hunan TV        | Cả nhóm                          | Khách mời                                                                                  |
| 2013       | Guerilla Date                                                      | KBS             | Cả nhóm                          | Khách mời                                                                                  |
| 2013       | Hello Counselor                                                    | KBS             | Cả nhóm                          | Khách mời trong tập 134                                                                    |
| 2013       | Golden Camera                                                      | KBS             | Lụna                             | Khách mời                                                                                  |
| 2014       | Dance Battle Korea                                                 | MBC Music       | Lụna                             | Dẫn chương trình                                                                           |
| 2014       | The Strongest Group                                                | JSBC            | Victoria                         | Thành viên                                                                                 |
| 2014       | Clenched Fist Chef                                                 | SBS             | Victoria                         | Khách mời                                                                                  |
| 2014       | Running Man                                                        | SBS             | Krystal                          | Khách mời trong tập 214                                                                    |
| 2014       | We Got Married                                                     | MBC             | Amber                            | Dẫn chương trình                                                                           |
| 2014       | After School Club                                                  | ARIRANG         | Amber                            | Khách mời trong tập 65                                                                     |
| 2014       | A Song For You 3                                                   | KBS             | Amber                            | Dẫn chương trình                                                                           |
| 2014       | A Song For You                                                     | KBS             | Amber, Luna và Victoria          | Khách mời trong tập 3                                                                      |
| 2014       | The Ultimate Group                                                 |                 | Cả nhóm                          | Khách mời                                                                                  |
| 2015       | Idol Star Athletics Championships                                  | MBC             | Luna                             | Thí sinh                                                                                   |
| 2015       | King of Mask Singer                                                | MBC             | Luna                             | Thí sinh trong tập 1, 2, 3, 4, 5, 6                                                        |
| 2015       | Radio Star                                                         | MBC             | Luna                             | Khách mời trong tập 427                                                                    |
| 2015       | Global Request Show: A Song For You                                | KBS             | Luna                             | MC đặc biệt (Tập 4-5) phần 4                                                               |
| 2015       | Immortal Songs 2                                                   | KBS2            | Luna                             | Thí sinh                                                                                   |
| 2015       | Two Yoo Project Sugar Man                                          | JTBC            | Luna và Amber                    | Thí sinh trong tập 6                                                                       |
| 2015       | Radio Star                                                         | MBC             | Amber                            | Khách mời trong tập 415                                                                    |
| 2015       | Radio Star                                                         | MBC             | Victoria                         | Khách mời trong tập 449                                                                    |
| 2015       | Sisters Over Flowers                                               | SMG             | Victoria                         | Phiên bản Trung Quốc của Sisters Over Flowers (Tập 1-10)                                   |
| 2015       | Ding Ge Long Dong Qiang                                            | CCTV: CCTV-3    | Victoria                         | Khách mời                                                                                  |
| 2015       | Wednesday Food Talk                                                | tvN             | Victoria                         | Khách mời                                                                                  |
| 2015       | Happy Camp                                                         | Hunan TV        | Victoria                         | Khách mời                                                                                  |
| 2015       | Real Men                                                           | MBC             | Amber                            | Thành viên của phiên bản nữ mùa 2                                                          |
| 2015       | Radio Star                                                         | MBC             | Amber                            | Khách mời trong tập 415                                                                    |
| 2015       | Top Fly                                                            | JSBC            | Amber                            | Thành viên                                                                                 |
| 2015       | A Song For You 4                                                   | KBS             | Amber                            | Dẫn chương trình                                                                           |
| 2015       | Happy together                                                     | KBS             | Amber                            | Khách mời trong tập 395                                                                    |
| 2015       | Yoo Heeyeol's Sketchbook                                           | KBS             | Amber                            | Khách mời                                                                                  |
| 2015       | Game of Thrones: The Return of Superman vs. Two Days and One Night | KBS             | Amber                            | Khách mời                                                                                  |
| 2015       | Dream Team 2                                                       | KBS             | Amber                            | Khách mời                                                                                  |
| 2015       | Star Golden Bell                                                   | MBC             | Amber                            | Khách mời                                                                                  |
| 2015       | I Live ALone                                                       | MBC             | Amber                            | Khách mời                                                                                  |
| 2015       | Taste of Others                                                    | JTBC            | Amber                            | Khách mời                                                                                  |
| 2015       | 4 Things Show                                                      | MNET            | Amber                            | Khách mời                                                                                  |
| 2015       | Comedy Big League                                                  | tvN             | Amber                            | Khách mời                                                                                  |
| 2015       | Roommate S2                                                        | SBS             | Amber                            | Khách mời trong tập 25                                                                     |
| 2015       | Running Man                                                        | SBS             | Amber                            | Khách mời trong tập 248                                                                    |
| 2015       | After School Club                                                  | ARIRANG         | Amber                            | Khách trong tập 145                                                                        |
| 2015       | After School Club                                                  | ARIRANG         | Amber                            | Khách mời trong tập đặc biệt                                                               |
| 2015       | After School Club                                                  | ARIRANG         | Amber                            | Khách mời trong tập171                                                                     |
| 2015       | After School Club                                                  | ARIRANG         | Amber                            | MC trong tập 156                                                                           |
| 2015       | SNL Korea 6                                                        | TvN             | Amber                            | Khách mời trong tập 7                                                                      |
| 2015       | 100% enterteiment                                                  |                 | Amber                            | Khách mời                                                                                  |
| 2015       | Stardust MV Bank                                                   | KBS2            | Cả nhóm                          | Khách mời                                                                                  |
| 2015       | 4 Walls                                                            | V-App           | Luna và Amber                    | Giới thiệu album 4 Walls                                                                   |
| 2015       | 4 Walls                                                            | V-App           | Cả nhóm                          | Giới thiệu album 4 Walls                                                                   |
| 2015       | 4 Walls                                                            | V-App           | Krystal                          | Giới thiệu album 4 Walls                                                                   |
| 2015       | New Year's Eve Show                                                | CCTV            | Cả nhóm (trừ Victoria)           | Khách mời                                                                                  |
| 2016       | We Got Married                                                     | MBC             | Amber                            | Người kể chuyện                                                                            |
| 2016       | Touch Q                                                            | ARIRANG         | Amber                            | Khách mời trong tập 19 và 20                                                               |
| 2016       | After School Club                                                  | ARIRANG         | Amber                            | MC trong tập 212                                                                           |
| 2016       | Power of Variety                                                   | tvN             | Amber                            | Khách mời trong tập 8                                                                      |
| 2016       | Idols of Asia                                                      | MTV Taiwan      | Amber                            | Khách mời                                                                                  |
| 2016       | Reform Show                                                        | K Star          | Amber                            | Khách mời trong tập 7                                                                      |
| 2016       | Radio Star                                                         | MBC             | Victoria                         | Khách mời trong tập 475                                                                    |
| 2016       | Super Show                                                         |                 | Victoria                         | Khách mời với Cha Tae Hyun                                                                 |
| 2016       | Happy Camp                                                         | Hunan TV        | Victoria                         | Khách mời                                                                                  |
| 2016       | People in News                                                     | Hunan TV        | Victoria                         | Khách mời                                                                                  |
| 2016       | You look so tasty                                                  | LETV            | Victoria                         | Khách mời                                                                                  |
| 2016       | Hello Counselor                                                    | KBS             | Luna                             | Khách mời                                                                                  |
| 2016       | Yoo Heeyeol's Sketchbook                                           | KBS             | Luna                             | Khách mời                                                                                  |
| 2016       | Comedy Big League                                                  | tvN             | Luna                             | Khách mời trong tập 173                                                                    |
| 2016       | SNL Korea 7                                                        | tvN             | Luna                             | Khách mời trong tập 15                                                                     |
| 2016       | Get It Beauty 2016                                                 | OnStyle         | Luna                             | Dẫn chương trình                                                                           |
| 2016       | King of Mask Singer                                                | MBC             | Luna                             | Giám khảo trong tập 71, 72                                                                 |
| 2016       | Duet Song Festival                                                 | MBC             | Luna                             | Thí sinh trong tập 1                                                                       |
| 2016       | We Will Eat Well                                                   | JTBC            | Luna                             | Khách mời trong tập 2                                                                      |
| 2016       | Simply K-Pop                                                       | ARIRANG         | Luna                             | Khách mời trong 219                                                                        |
| 2016       | Idols of Asia                                                      | MTV Taiwan      | Luna                             | Khách mời                                                                                  |
| 2016       | Hip Hop Nation                                                     | JTBC            | Luna                             | Khách mời trong tập 9                                                                      |
| 2016       | Tribe of Hip Hop                                                   | JTBC            | Luna                             | Khách mời trong tập 11                                                                     |
| 2016       | Big Shot                                                           | Tencent         | Krystal                          | Khách mời                                                                                  |
| 2017       | Strong Girls                                                       | E Channel       | Luna                             | Thành viên cố định                                                                         |
| 2017       | Doni's Hit Maker                                                   | MBC Every 1     | Luna                             | Khách mời trong tập 5                                                                      |
| 2017       | Immortal Song Lunar New Year                                       | KBS 2           | Luna                             | với chị gái sinh đôi Park Jin Young!                                                       |
| 2017       | Singing Battle – Victory                                           | KBS             | Luna                             | Khách mời trong tập 14                                                                     |
| 2017       | Juke Bus                                                           | skyTV           | Luna                             | Khách mời trong tập 7 với Ken (VIXX), James và Choi (L.A.U)                                |
| 2017       | Ace Vs. Ace                                                        | Zhejiang TV     | Victoria                         | Co-host                                                                                    |
| 2017       | Beat The Champions                                                 | Zhejiang TV     | Victoria                         | Thành viên cố định                                                                         |
| 2017       | Elementary School Students                                         | SBS             | Amber                            |                                                                                            |

### Chương trình truyền hình thực tế
| Năm       | Tên                      | Đài truyền hình                                              | Thành viên                       | Ghi chú |
| --------- | ------------------------ | ------------------------------------------------------------ | -------------------------------- | --- |
| 2010      | Hello f(x)               | Y-star                                                       | Cả nhóm                          | Là chương trình truyền hình thực tế của nhóm nhạc nữ f(x), họ đến Châu Phi, Thái Lan, và Nhật Bản. Chương trình gồm 4 tập.                                                                    |
| 2010–2011 | f(x) Koala               | MBC Every1                                                   | Krystal, Luna, Sulli và Victoria | Là chương trình truyền hình thực tế của nhóm nhạc nữ f(x), chương trình này không có Amber tham gia vì cô bị chấn thương ở mắt cá chân trong thời gian quảng bá NU ABO và phải điều trị ở Mỹ. |
| 2013      | Go! f(x)                 | Mnet America                                                 | Cả nhóm                          | Là chương trình truyền hình thực tế của nhóm nhạc nữ f(x). Kể về chuyến đi của họ đến Austin, Los Angeles, và Hollywood.                                                                      |
| 2013      | Amazing f(x)             | MBC Music                                                    | Cả nhóm                          | Là chương trình truyền hình thực tế của nhóm nhạc nữ f(x). Họ đến New Zealand để hoàn thành danh sách ước nguyện của mình.                                                                    |
| 2014      | Ailee&Amber One Fine Day | MBC Music                                                    | Ailee và Amber                   | |
| 2015      | f(x)=1 cm                | NaverTV Youku                                                | Cả nhóm                          | Gồm có 8 tập |
| 2015      | What The Pineapple!      | YouTube                                                      | Amber                            | |
| 2016      | Ranting Monkey           | KCON TV Lưu trữ ngày 16 tháng 1 năm 2017 tại Wayback Machine | Amber                            | |
| 2016      | Luna's Alphabet          | YouTube                                                      | Luna                             | Tiết lộ những sinh hoạt hằng ngày của Luna. |

| Năm  | Đài phát thanh | Chương trình                                       | Thành viên          | Ghi chú   |
| ---- | -------------- | -------------------------------------------------- | ------------------- | --------- |
| 2009 | MBC            | Chinchin radio                                     | Cả nhóm             | Khách mời |
| 2009 | KBS            | Kiss The Radio                                     | Cả nhóm             | Khách mời |
| 2009 | KBS            | MB Volume Up                                       | Cả nhóm             | Khách mời |
| 2010 | SBS            | Power FM Youngstreet Radio                         | Cả nhóm             | Khách mời |
| 2011 | KBS            | Kiss The Radio                                     | Cả nhóm             | Khách mời |
| 2011 | KBS            | Ok Ju Hyun's Music Square                          | Cả nhóm             | Khách mời |
| 2011 | KBS            | Kiss The Radio                                     | Luna                | Khách mời |
| 2011 | MBC            | Younha Starry Night Radio                          | Cả nhóm             | Khách mời |
| 2011 | MBC            | Shimshiptapa Radio                                 | Cả nhóm (trừ Amber) | Khách mời |
| 2012 | KBS            | Kiss The Radio                                     | Cả nhóm             | Khách mời |
| 2013 | KBS            | Kiss The Radio                                     | Cả nhóm (trừ Sulli) | Khách mời |
| 2013 | MBC            | Shimshiptapa Radio                                 | Cả nhóm (trừ Amber) | Khách mời |
| 2013 | MBC            | 2 O'Clock Date with Park Kyung Lim Radio           | Cả nhóm             | Khách mời |
| 2013 | SBS            | Radio Cultwo Show                                  | Cả nhóm             | Khách mời |
| 2013 | SBS            | Booms young street                                 | Luna                | Khách mời |
| 2014 | ARIRANG        | Super K-Pop                                        | Amber               | Khách mời |
| 2014 | MBC            | C-Radio Idol True Colors                           | Victoria            | Khách mời |
| 2015 | MBC            | FM4U Blue Night with Jong Hyun                     | Krystal             | Khách mời |
| 2015 | MBC            | Park Kyung Lim's 2 O'Clock Date                    | Luna                | Khách mời |
| 2015 | MBC            | C-Radio Idol True Colors                           | Amber               | Khách mời |
| 2015 | MBC            | FM4U Blue Night with Jong Hyun                     | Amber               | Khách mời |
| 2015 | KBS            | Jang Dong Min & Lady Jane's 2 O'Clock Radio        | Amber               | Khách mời |
| 2015 | KBS            | Kiss the radio                                     | Amber               | Khách mời |
| 2015 | KBS            | Kiss the radio                                     | Cả nhóm             | Khách mời |
| 2015 | SBS            | Kim Chang Ryul's Old School Radio                  | Amber và Krystal    | Khách mời |
| 2015 | SBS            | Radio Cultwo Show                                  | Cả nhóm (trừ Luna)  | Khách mời |
| 2015 | SBS            | Radio Cultwo Show                                  | Amber               | Khách mời |
| 2015 | SBS            | Choi Hwa Jung's Power Time                         | Amber               | Khách mời |
| 2015 | ARIRANG        | Music Access                                       | Amber               | Khách mời |
| 2016 | KBS            | Kiss The Radio                                     | Amber               | Khách mời |
| 2016 | KBS            | Kiss The Radio                                     | Luna                | Khách mời |
| 2016 | KBS            | Yoo Ji-Won's Rooftop Radio                         | Luna                | Khách mời |
| 2016 | SBS            | Cultwo Show                                        | Luna                | Khách mời |
| 2016 | SBS            | LOVE FM Song Eunie, Kim Sook's It's an Unnie Radio | Luna                | Khách mời |
| 2016 | SBS            | Pop Asia Radio                                     | Amber               | Khách mời |
| 2016 | SBS            | Kiss The Radio                                     | Amber               | Khách mời |
| 2016 | SBS            | POWER FM This Beautiful Morning, I'm Kim Changwan  | Luna                | Khách mời |
| 2016 | SBS            | Power FM Park Sohyun's Love Game                   | Luna                | Khách mời |
| 2016 | MBC            | FM4U Tei's Dreamy Radio                            | Luna                | Khách mời |
| 2016 | MBC            | I'm Jung Jiyoung This Morning                      | Luna                | Khách mời |
| 2016 | MBC            | FM4U Blue Night with Jong Hyun                     | Luna                | Khách mời |
| 2016 | MBC            | FM4U Hop Song                                      | Luna                | Khách mời |

| Năm       | Tên                           | Vai                                       | Thành viên | Ghi chú            |
| --------- | ----------------------------- | ----------------------------------------- | ---------- | ------------------ |
| 2011      | Legally Blonde                | Elle Woods                                | Luna       | Phiên bản Hàn Quốc |
| 2011      | Coyote Ugly                   | Violet Sanford                            | Luna       | Phiên bản Hàn Quốc |
| 2013      | High School Musical on Stage! | Gabriella Montez                          | Luna       | Phiên bản Hàn Quốc |
| 2014      | School OZ Hologram Musical    | Diana                                     | Luna       | Phiên bản Hàn Quốc |
| 2016      | Five Course Love              | Barbie, Sofia, Gretchen, Rosalinda, Kitty | Luna       | Phiên bản Hàn Quốc |
| 2015-2016 | In the Heights                | Nina Rosario                              | Luna       | Phiên bản Hàn Quốc |

## Vietsud

### YouTube:
- T-Express Team
- MeU VietNam T-Express Team
- TexpressTeam
- T-Express Team
- Vietsud MV
- MoonVN Subteam
- fxvnsubteam 2
- fxvn subteam3
- Krytoria durian & mango couple
- Tống Thiến 宋茜 - Victoria Song Vietnamese Fanpage

### Dailymotion:
- fxvnsubteam
- T-Express Team

### VK:
- http://vk.com/videos210258653

## Facebook

### f(x)
- MeU Vietnam - T-Express Team 360Kpop
- fx's Vietnamese Fanpage
- Pearl Flowers Garden - 에프엑스 fx's 1st Vietnamese Fanpage
- MeU Vietnamese Fanpage - Together till the end

### Victoria:
- Tống Thiến 宋茜 - Victoria Song Vietnamese Fanpage

### Amber:
- Ambervietfan
- Ambervn - Amber Vietnamese Fanpage
- Amber Liu's 1st Vietnamese Fanpage

### Luna:
- Luna Park - Vietnamese Fanpage of Vitamin Luna

### Krystal:
- JUNGPrincessVn - Krystal Jung's Vietnam Fanpage
- Soo Jung a:') Krystal Jung VN
- Krystalized VN Chúng tôi yêu 정수정
- Những Người Tình Nhỏ Của Krystal Jung

### KryBer:
- KryBer Đồng Minh Hội

### Krytoria:
- Krytoria - Sầu riêng leader & Xoài maknae couple

### f(x):
- f(x) Official Website Lưu trữ ngày 24 tháng 4 năm 2006 tại Wayback Machine
- f(x) Official Website
- 에프엑스 f(x)

### Victoria:
- Victoria Song trên Weibo Sina
- Victoria Song trên Instargram

### Amber:
- Amber Liu trên Instargram
- Amber Liu trên Twitter
- Amber Liu trên Weibo Sina

### Luna:
- Luna trên Instagram
- Luna trên Weibo Sina

### Krystal:
- Krystal Jung trên Instargram
- Krystal Jung trên Weibo Sina